# Campeonato Sergipano de Futebol de 2023
O Campeonato Sergipano de Futebol de 2023 é a 100º edição em 105 anos da divisão principal do campeonato estadual de Sergipe, cujo nome oficial foi Campeonato Sergipano da Série A1. O Sergipe era o atual Bicampeão.
Dez clubes participaram do torneio: Dorense e Estanciano, campeão e vice respectivamente da Série A2 de 2022, os dois times tradicionais da capital Aracaju, o Confiança e o Sergipe (campeão estadual no ano anterior), Atlético Gloriense, América de Propriá, Falcon, Frei Paulistano, Itabaiana e Lagarto.
O campeão Itabaiana conquistou as vagas na Copa do Brasil de 2024 e na Série D de 2024. Além disso, o também garantiu participação na Copa do Nordeste de 2024.
O vice-campeão Confiança conquistou as vagas na Copa do Brasil de 2024 e garantiu participação na Pré-Copa do Nordeste de 2024,e o Lagarto na Série D de 2024.

## Regulamentos
os 10 clubes participantes estarão em apenas um grupo e irão se enfrentar em um único turno. Os dois primeiros colocados se classificam diretamente para as semifinais, enquanto do terceiro ao sexto colocado disputam uma fase de mata-mata com jogos de ida e volta para definir os dois outros classificados para a segunda fase.
Os quatro últimos colocados também vão disputar um mata-mata com jogos de ida e volta e os perdedores serão rebaixados para a segunda divisão. Em todos os confrontos de mata-mata, os melhores colocados decidem em casa. Em caso de empate no placar agregado, a vaga será decidida nos pênaltis
Os jogos das finais só poderão ser disputados na Arena Batistão, no Etelvino Mendonça e no Barretão. Em ambas as partidas o VAR estará presente.

## Transmissão
Os jogos terão transmissão pela TV e internet, uma partida por rodada  aos sábados no canal TV Atalaia, os demais jogos da rodada serão transmitidos por pay-per-view na ITTV serviço de streaming da empresa itabaianense Itnet. Além das emissoras de rádio do estado de Sergipe.

## Equipes participantes

### Promovidos e rebaixados
| Pos. | Rebaixados da Série A1 de 2022 |
| ---- | ------------------------------ |
| 9º   | Boca Júnior                    |
| 10º  | Maruinense                     |

| Pos. | Promovidos da Série A2 de 2022 |
| ---- | ------------------------------ |
| 1º   | Dorense                        |
| 2º   | Estanciano                     |

### Informações das equipes
| Aumento | Equipe promovida da Série A2 de 2022 |

## Primeira fase
|  |                                                              |
|  | Classificados para a Semifinal                               |
|  | Classificados para os Playoffs da Semifinal                  |
|  | Classificados para os Playoffs de Rebaixamento para Série A2 |

### Confrontos
| 14 de janeiro | Sergipe        | 1 – 0                      | Dorense | Arena Batistão, Aracaju                                                |
| 16:00         | Igor Bahia 62' | Súmula (FSF) Borderô (FSF) |         | Público: 2 294 Renda: R$ 43 840,00 Árbitro: SE Thayslane de Melo Costa |

| 14 de janeiro | Atlético Gloriense | 0 – 0                      | Lagarto | Editon Oliveira, Nossa Senhora da Glória                                   |
| 19:00         |                    | Súmula (FSF) Borderô (FSF) |         | Público: 464 Renda: R$ 6 241,00 Árbitro: SE Marcel Phillipe Santos Martins |

| 15 de janeiro | Falcon                     | 3 – 3                      | Freipaulistano                                               | Arena Batistão, Aracaju                                           |
| 16:00         | Neto Oliveira 2', 23', 77' | Súmula (FSF) Borderô (FSF) | 44' Carlos Magno · 66' Ramon Gomes · 90+2' Kartjaneo Barbosa | Público: 440 Renda: R$ 820,00 Árbitro: SE Eloane Goncalves Santos |

| 15 de janeiro | Itabaiana           | 1 – 0                      | Estanciano | Estádio Mendonção, Itabaiana                                                |
| 16:00         | Macedo Carvalho 69' | Súmula (FSF) Borderô (FSF) |            | Público: 992 Renda: R$ 13 372,00 Árbitro: SE Fabio Augusto Santos Sa Junior |

| 15 de janeiro | América de Propriá | 0 – 3                      | Confiança                                     | Miguel Queiróz, Porto Real do Colégio (AL)                             |
| 16:00         |                    | Súmula (FSF) Borderô (FSF) | 18' Alan Grafite · 25' Luis Salazar · 72' Leo | Público: 449 Renda: R$ 5 340,00 Árbitro: SE Wendell de Oliveira Santos |

| 18 de janeiro | Estanciano | 0 – 1                      | Sergipe          | Francão, Estância                                                            |
| 15:15         |            | Súmula (FSF) Borderô (FSF) | 18' José Augusto | Público: 569 Renda: R$ 10 150,00 Árbitro: SE Michael Vinicius Santos Freitas |

| 21 de janeiro | Dorense | 0 – 1                      | Itabaiana            | Aristão, Nossa Senhora das Dores                                       |
| 15:15         |         | Súmula (FSF) Borderô (FSF) | 67 pen.' Tiago Souza | Público: 530 Renda: R$ 7 250,00 Árbitro: SE Wendell de Oliveira Santos |

| 21 de janeiro | Confiança                              | 2 – 1                      | Atlético Gloriense | Arena Batistão, Aracaju                                                        |
| 16:00         | Leonardo David 73' · Diego Cardoso 80' | Súmula (FSF) Borderô (FSF) | 36' Lenon Rika     | Público: 919 Renda: R$ 25 625,00 Árbitro: SE Jackson Ribeiro de Souza Sobrinho |

| 21 de janeiro | Lagarto              | 1 – 0                      | Falcon | Barretão, Lagarto                                          |
| 20:00         | Daniel Gonçalves 35' | Súmula (FSF) Borderô (FSF) |        | Público: 653 Renda: R$ 6 980,00 Árbitro: SE Diego da Silva |

| 22 de janeiro | Freipaulistano | 0 – 0                      | América de Propriá | Titão, Frei Paulo                                                    |
| 15:15         |                | Súmula (FSF) Borderô (FSF) |                    | Público: 162 Renda: R$ 1 225,00 Árbitro: SE Arthur Fernandes Azevedo |

| 28 de janeiro | Freipaulistano | 1 – 2                      | Atlético Gloriense      | Adolfo Rollemberg, Aracaju                                               |
| 15:15         | Jardeu 5'      | Súmula (FSF) Borderô (FSF) | 61' Amaral · 90+2' Mano | Público: 114 Renda: R$ 380,00 Árbitro: SE Fabio Augusto Santos Sá Junior |

| 28 de janeiro | Falcon                                        | 3 – 0                      | Dorense | Arena Batistão, Aracaju                                                  |
| 16:00         | Neto Oliveira 31' · Jonatas 53' · Firmino 83' | Súmula (FSF) Borderô (FSF) |         | Público: 257 Renda: R$ 460,00 Árbitro: SE Marcel Phillipe Santos Martins |

| 29 de janeiro | Estanciano   | 1 – 4                      | Lagarto                                            | Francão, Estância                                                   |
| 15:15         | Valber 90+2' | Súmula (FSF) Borderô (FSF) | 2', 29' Ila · 89' Bruno Menezes · 90+4' Birungueta | Público: 385 Renda: R$ 5,390,00 Árbitro: SE Thayslane de Melo Costa |

| 29 de janeiro | Itabaiana                    | 2 – 0                      | Confiança | Estádio Mendonção, Itabaiana                                  |
| 16:00         | Tiago Souza 32' · Bambam 72' | Súmula (FSF) Borderô (FSF) |           | Público: 2 597 Renda: R$ 46 178,00 Árbitro: SE Diego da Silva |

| 30 de janeiro | Sergipe                             | 2 – 0                      | América de Propriá | Arena Batistão, Aracaju                                                |
| 20:15         | Manoel Afonso 42' · João Victor 72' | Súmula (FSF) Borderô (FSF) |                    | Público: 1 211 Renda: R$ 19 260,00 Árbitro: SE Eloane Goncalves Santos |

| 4 de fevereiro | Lagarto                                  | 4 – 1                      | Dorense     | Barretão, Lagarto                                                             |
| 15:15          | Hugo 8' · Emilio 33', 68' · Reinaldo 51' | Súmula (FSF) Borderô (FSF) | 30' Tubinho | Público: 523 Renda: R$ 4 500,00 Árbitro: SE Jackson Ribeiro de Souza Sobrinho |

| 4 de fevereiro | Confiança               | 2 – 0                      | Estanciano | Arena Batistão, Aracaju                                               |
| 16:00          | Dione 48' · Diego 90+3' | Súmula (FSF) Borderô (FSF) |            | Público: 584 Renda: R$ 16 750,00 Árbitro: SE Arthur Fernandes Azevedo |

| 5 de fevereiro | América de Propriá             | 2 – 2                      | Itabaiana                | Miguel Queiróz, Porto Real do Colégio (AL)                                  |
| 15:15          | Daniel Baia 60' · Anderson 71' | Súmula (FSF) Borderô (FSF) | 11' Hitalo · 90+6' Ramon | Público: 331 Renda: R$ 2 535,00 Árbitro: SE Michael Vinicius Santos Freitas |

| 5 de fevereiro | Atlético Gloriense | 0 – 1                      | Falcon   | Editon Oliveira, Nossa Senhora da Glória                               |
| 16:00          |                    | Súmula (FSF) Borderô (FSF) | 21' Davi | Público: 388 Renda: R$ 5 473,00 Árbitro: SE Wendell de Oliveira Santos |

| 8 de fevereiro | Sergipe   | 1 – 0                      | Freipaulistano | Arena Batistão, Aracaju                                                  |
| 20:15          | Braga 37' | Súmula (FSF) Borderô (FSF) |                | Público: 813 Renda: R$ 10 080,00 Árbitro: SE Claudionor do Santos Junior |

| 10 de fevereiro | Lagarto                                 | 2 – 0                      | América de Propriá | Barretão, Lagarto                                                    |
| 20:15           | Cassio Emmanuel 38' · Hugo Teixeira 58' | Súmula (FSF) Borderô (FSF) |                    | Público: 909 Renda: R$ 9 200,00 Árbitro: SE Rafael Santos de Andrade |

| 11 de fevereiro | Dorense       | 1 – 0                      | Freipaulistano | Aristão, Nossa Senhora das Dores                           |
| 15:15           | Cristiano 57' | Súmula (FSF) Borderô (FSF) |                | Público: 245 Renda: R$ 1 550,00 Árbitro: SE Diego da Silva |

| 11 de fevereiro | Itabaiana         | 1 – 0                      | Falcon | Estádio Mendonção, Itabaiana                                                |
| 16:00           | Matheus Leite 20' | Súmula (FSF) Borderô (FSF) |        | Público: 710 Renda: R$ 10 325,00 Árbitro: SE Fábio Augusto Santos Sá Junior |

| 12 de fevereiro | Estanciano              | 1 – 0                      | Atlético Gloriense | Francão, Estância                                                   |
| 15:15           | Daniel Henrique 55' (p) | Súmula (FSF) Borderô (FSF) |                    | Público: 221 Renda: R$ 2 400,00 Árbitro: SE Eloane Gonçalves Santos |

| 12 de fevereiro | Confiança           | 1 – 0                      | Sergipe | Arena Batistão, Aracaju                                                         |
| 16:00           | Edison Custódio 73' | Súmula (FSF) Borderô (FSF) |         | Público: 9 024 Renda: R$ 218 875,00 Árbitro: SE Marcell Phellipe Santos Martins |

| 16 de fevereiro | Falcon | 0 – 0                      | América de Propriá | Arena Batistão, Aracaju                                                     |
| 16:00           |        | Súmula (FSF) Borderô (FSF) |                    | Público: 116 Renda: R$ 420,00 Árbitro: SE Jackson Ribeiro de Souza Sobrinho |

| 16 de fevereiro | Itabaiana          | 1 – 0                      | Lagarto | Estádio Mendonção, Itabaiana                                              |
| 20:15           | Everton Amador 43' | Súmula (FSF) Borderô (FSF) |         | Público: 1 647 Renda: R$ 27 588,00 Árbitro: SE Wendell de Oliveira Santos |

| 18 de fevereiro | Dorense | 0 – 1                      | Estanciano     | Aristão, Nossa Senhora das Dores                                            |
| 15:15           |         | Súmula (FSF) Borderô (FSF) | Luís Amado 47' | Público: 189 Renda: R$ 1 880,00 Árbitro: SE Michael Vinícius Santos Freitas |

| 18 de fevereiro | Freipaulistano | 0 – 1                      | Confiança     | Arena Batistão, Aracaju                                             |
| 16:00           |                | Súmula (FSF) Borderô (FSF) | Adalberto 38' | Público: 331 Renda: R$ 7 835,00 Árbitro: SE Thayslane de Melo Costa |

| 22 de janeiro | Atlético Gloriense | 0 – 0                      | Sergipe | Editon Oliveira, Nossa Senhora da Glória                   |
| 16:00         |                    | Súmula (FSF) Borderô (FSF) |         | Público: 655 Renda: R$ 9 042,00 Árbitro: SE Diego da Silva |

| 25 de fevereiro | Lagarto                                                                        | 4 – 0                      | Freipaulistano | Barretão, Lagarto                                                    |
| 16:00           | Emílio 03' · João Emanoel 10' (p) · Victor Leandro 52' · Reinaldo Valverde 75' | Súmula (FSF) Borderô (FSF) |                | Público: 581 Renda: R$ 3 640,00 Árbitro: SE Arthur Fernandes Azevedo |

| 26 de fevereiro | América de Propriá | 0 – 0                      | Atlético Gloriense | Miguel Queiróz, Porto Real do Colégio (AL)                             |
| 15:15           |                    | Súmula (FSF) Borderô (FSF) |                    | Público: 238 Renda: R$ 960,00 Árbitro: SE Claudionor dos Santos Junior |

| 26 de fevereiro | Sergipe                              | 2 – 1                      | Itabaiana       | Arena Batistão, Aracaju                                                       |
| 16:00           | Pedro Henrique 03' · João Victor 75' | Súmula (FSF) Borderô (FSF) | Tiago Souza 32' | Público: 2 030 Renda: R$ 30 580,00 Árbitro: SE Fabio Augusto Santos Sá Junior |

| 27 de fevereiro | Confiança                            | 3 – 2                      | Dorense                           | Arena Batistão, Aracaju                                                |
| 19:00           | Dione 02' · Edison Custódio 21', 75' | Súmula (FSF) Borderô (FSF) | Adriano 47' · Henrique Barros 74' | Público: 1 058 Renda: R$ 20 078,00 Árbitro: SE Eloane Gonçalves Santos |

| 28 de fevereiro | Falcon                                              | 4 – 1                      | Estanciano              | Arena Batistão, Aracaju                                                  |
| 20:15           | Theo Maia 13' · Lucicarlos 46', 60' · Vanderley 65' | Súmula (FSF) Borderô (FSF) | Daniel Henrique 38' (p) | Público: 30 Renda: R$ 362,00 Árbitro: SE Marcell Phellipe Santos Martins |

| 4 de março | Dorense | 0 – 0                      | Atlético Gloriense | Aristão, Nossa Senhora das Dores                                    |
| 15:15      |         | Súmula (FSF) Borderô (FSF) |                    | Público: 100 Renda: R$ 2 000,00 Árbitro: SE Thayslane de Melo Costa |

| 4 de março | Confiança                         | 2 – 0                      | Lagarto | Arena Batistão, Aracaju                                                        |
| 16:00      | Adalberto 17' · Diego Cardoso 90' | Súmula (FSF) Borderô (FSF) |         | Público: 1 847 Renda: R$ 42 655,00 Árbitro: SE Michael Vinícius Santos Freitas |

| 5 de março | Estanciano | 1 – 1                      | América de Propriá | Francão, Estância                                                             |
| 15:15      | Valdir 54' | Súmula (FSF) Borderô (FSF) | Diclecio 84'       | Público: 233 Renda: R$ 2 790,00 Árbitro: SE Jackson Ribeiro de Souza Sobrinho |

| 5 de março | Itabaiana     | 1 – 2                      | Freipaulistano                | Estádio Mendonção, Itabaiana                                                   |
| 16:00      | Claudivan 80' | Súmula (FSF) Borderô (FSF) | Matheus Primo 85' · Elber 88' | Público: 1 263 Renda: R$ 15 567,00 Árbitro: SE Marcell Phellipe Santos Martins |

| 11 de março | Sergipe                                   | 4 – 1                      | Falcon   | Arena Batistão, Aracaju                                                   |
| 16:00       | Potiguar 18' · Braga 37' · Ronan 41', 50' | Súmula (FSF) Borderô (FSF) | Erik 85' | Público: 1 389 Renda: R$ 13 240,00 Árbitro: SE Wendell de Oliveira Santos |

| 15 de março | América de Propriá                 | 2 – 0                      | Dorense | Miguel Queiróz, Porto Real do Colégio (AL)                       |
| 15:25       | Jonathan Rafael 15' · Diclecio 23' | Súmula (FSF) Borderô (FSF) |         | Público: 161 Renda: R$ 370,00 Árbitro: SE João Paulo Santos Cruz |

| 15 de março | Falcon | 0 – 2                      | Confiança                    | Arena Batistão, Aracaju                                       |
| 20:00       |        | Súmula (FSF) Borderô (FSF) | Adalberto 47' · Tharlles 85' | Público: 1 172 Renda: R$ 25 050,00 Árbitro: SE Diego da Silva |

| 15 de março | Freipaulistano     | 1 – 0                      | Estanciano | Adolfo Rollemberg, Aracaju                                             |
| 20:00       | Pedro Henrique 80' | Súmula (FSF) Borderô (FSF) |            | Público: 137 Renda: R$ 670,00 Árbitro: SE Claudionor dos Santos Junior |

| 15 de março | Atlético Gloriense | 1 – 0                      | Itabaiana | Editon Oliveira, Nossa Senhora da Glória                            |
| 20:00       | Jean Carlos 79'    | Súmula (FSF) Borderô (FSF) |           | Público: 916 Renda: R$ 8 972,00 Árbitro: SE Eloane Gonçalves Santos |

| 15 de março | Lagarto                              | 2 – 2                      | Sergipe                       | Barretão, Lagarto                                                             |
| 20:00       | Cícero José 63' · Luiz Paulo 96' (p) | Súmula (FSF) Borderô (FSF) | Alisson 50' · João Victor 58' | Público: 2 291 Renda: R$ 10 870,00 Árbitro: SE Fabio Augusto Santos Sá Junior |

## Fase Final
Em itálico, os clubes que jogarão o jogo da volta como mandante. Em negrito, os classificados.
|  | Quartas de Final | Quartas de Final   | Quartas de Final | Quartas de Final | Quartas de Final |  |  | Semifinais | Semifinais | Semifinais | Semifinais | Semifinais |  |  | Final | Final     | Final | Final | Final |
|  |                  |                    |                  |                  |                  |  |  |            |            |            |            |            |  |  |       |           |       |       |       |
|  |                  |                    |                  |                  |                  |  |  | 1          | Confiança  | 0          | 2          | 2          |  |  |       |           |       |       |       |
|  | 3                | Lagarto            | 0                | 2                | 2                |  |  | 3          | Lagarto    | 0          | 0          | 0          |  |  |       |           |       |       |       |
|  | 6                | Atlético Gloriense | 1                | 0                | 1                |  |  |            |            |            |            |            |  |  |       | Confiança | 0     | 0     | 0     |
|  |                  |                    |                  |                  |                  |  |  |            |            |            |            |            |  |  |       | Itabaiana | 2     | 2     | 4     |
|  |                  |                    |                  |                  |                  |  |  | 2          | Sergipe    | 1          | 2          | 3 (4)      |  |  |       |           |       |       |       |
|  | 4                | Itabaiana          | 1                | 1                | 2 (3)            |  |  | 4          | Itabaiana  | 2          | 1          | 3 (5)      |  |  |       |           |       |       |       |
|  | 5                | Falcon             | 1                | 1                | 2 (0)            |  |  |            |            |            |            |            |  |  |       |           |       |       |       |

## Playoffs de Rebaixamento
Em itálico, os clubes que jogarão o jogo da volta como mandante. Em negrito, os classificados.
| Rebaixados para a Série A2 de 2024 |

| Equipe 1           | Total | Equipe 2   | 1.º jogo | 2.º jogo |
| ------------------ | ----- | ---------- | -------- | -------- |
| Freipaulistano     | 0 – 2 | Dorense    | 0 – 1    | 0 – 1    |
| América de Propriá | 3 – 2 | Estanciano | 3 – 0    | 0 – 2    |

## Estatísticas

### Premiação
| Campeonato Sergipano de Futebol de 2023 Série A1 |
| Sergipe                                          |
| ------------------------------------------------ |
| Itabaiana Campeão (11° título)                   |

| Vice-campeão: | Terceiro colocado: | Quarto colocado: | Artilheiro:   |
| ------------- | ------------------ | ---------------- | ------------- |
| Confiança     | Lagarto            | Sergipe          | Neto Oliveira |

### Artilharia
Atualizado em 16 de abril de 2023[carece de fontes?]
| Pos | Jogador         | Equipe     | Gols |
| --- | --------------- | ---------- | ---- |
| 1   | Neto Oliveira   | Falcon     | 6    |
| 2   | Braga           | Sergipe    | 5    |
| 3   | Tiago Souza     | Itabaiana  | 4    |
| 4   | Adalberto       | Confiança  | 3    |
| 4   | Birungueta      | Lagarto    | 3    |
| 4   | Daniel Henrique | Estanciano | 3    |
| 4   | Diego Cardoso   | Confiança  | 3    |
| 4   | Edison Negueba  | Confiança  | 3    |
| 4   | Emilio          | Lagarto    | 3    |
| 4   | Bambam          | Itabaiana  | 3    |

### Público
Maiores públicos
Estes são os maiores públicos do campeonato:
| Nº | Público | Mandante  | Placar | Visitante          | Estádio        | Local     | Data       | Etapa     | Ref.  |
| -- | ------- | --------- | ------ | ------------------ | -------------- | --------- | ---------- | --------- | ----- |
| 1  | 2 597   | Itabaiana | 2–0    | Confiança          | Mendonção      | Itabaiana | 29 de jan. | 3ªR - 1ªF | [ 4 ] |
| 2  | 2 294   | Sergipe   | 1–0    | Dorense            | Arena Batistão | Aracaju   | 14 de jan. | 1ªR - 1ªF | [ 5 ] |
| 3  | 1 211   | Sergipe   | 2–0    | América de Propriá | Arena Batistão | Aracaju   | 30 de jan. | 3ªR - 1ªF | [ 6 ] |

## Técnicos
| Equipe             | Técnico                             |
| ------------------ | ----------------------------------- |
| América de Propriá | Caio Simões (1ª—)                   |
| Atlético Gloriense | Fernando Dourado (1ª—)              |
| Confiança          | Vinícius Eutrópio (1ª—)             |
| Dorense            | Rommel Vieira (1ª—3ª) Batista (4ª—) |
| Estanciano         | Ronildo Batalha (1ª—)               |
| Falcon             | Luciano Quadros (1ª—)               |
| Freipaulistano     | Jorginho Nascimento (1ª—)           |
| Itabaiana          | Celso Teixeira (1ª—)                |
| Lagarto            | Givanildo Sales (1ª—)               |
| Sergipe            | Rafael Jacques (1ª—)                |